# Décès en janvier 1949
Décès
- 1945
- 1946
- 1947
- 1948
- 1949
- 1950
- 1951
- 1952
- 1953

Pour une information complémentaire, voir la page d'aide.

| Date      | Nom               | Pays              | Activités                                         | Âge | Source |
| --------- | ----------------- | ----------------- | ------------------------------------------------- | --- | ------ |
| 3 janvier | Alexandre Drankov | Drapeau de l'URSS | Photographe et réalisateur russe puis soviétique. | 62  |        |